# 5.8SリボソームRNA
5.8SリボソームRNA（英: 5.8S ribosomal RNA、5.8S rRNA）は、真核生物のリボソーム大サブユニットの構成要素となるノンコーディングRNAであり、タンパク質の翻訳に重要な役割を果たしている。5.8S rRNAは45S pre-rRNAの一部としてRNAポリメラーゼIによって転写される。45S pre-rRNAには他に18S rRNA、28S rRNAも含まれている。5.8S rRNAの機能はリボソームのトランスロケーションに関するものであると考えられている。また、p53と共有結合を形成することも知られている。5.8S rRNAはmiRNAの検出の際のリファレンス遺伝子としても用いられ、rRNAが関与するその他の細胞内過程や経路をより良く理解するためにも利用される。
5.8S rRNAは真核生物以外のリボソーム大サブユニットのrRNA（LSU rRNA）の5'末端と相同である。真核生物では、ITS2の挿入によってLSU rRNAは5.8S rRNAと28S rRNAへ分割されている。一部のハエでは、5.8S rRNAはさらに2つの部分へと分割されている。

## 構造
5.8S rRNAの長さは約150ヌクレオチドであり、大部分は折りたたまれているが、一部の領域は一本鎖構造であると推定されている。5.8S rRNAは、28S rRNA、5S rRNA、そして46種類のリボソームタンパク質とともに、リボソームの大サブユニットを形成する。5.8S rRNAはまず18S rRNA、28S rRNAとともに45S pre-rRNAとして転写される。45S pre-rRNAには他に、ITS1、ITS2（internal transcribed spacer）、5' ETS、3' ETS（external transcribed spacer）と呼ばれる領域が含まれている。5.8S rRNAは2つのITS領域の間に位置しており、ITS1は5.8S rRNAの5'側に位置して18S rRNAを隔てており、ITS2は3'側に位置して28S rRNAを隔てている。ITSとETSはrRNAの成熟過程で切除される。切除はエンドヌクレアーゼとエキソヌクレアーゼの双方が関与する連続的な切断経路によって行われ、これらのスペーサー領域は特定の位置で切断される。